# 連體雙胞胎

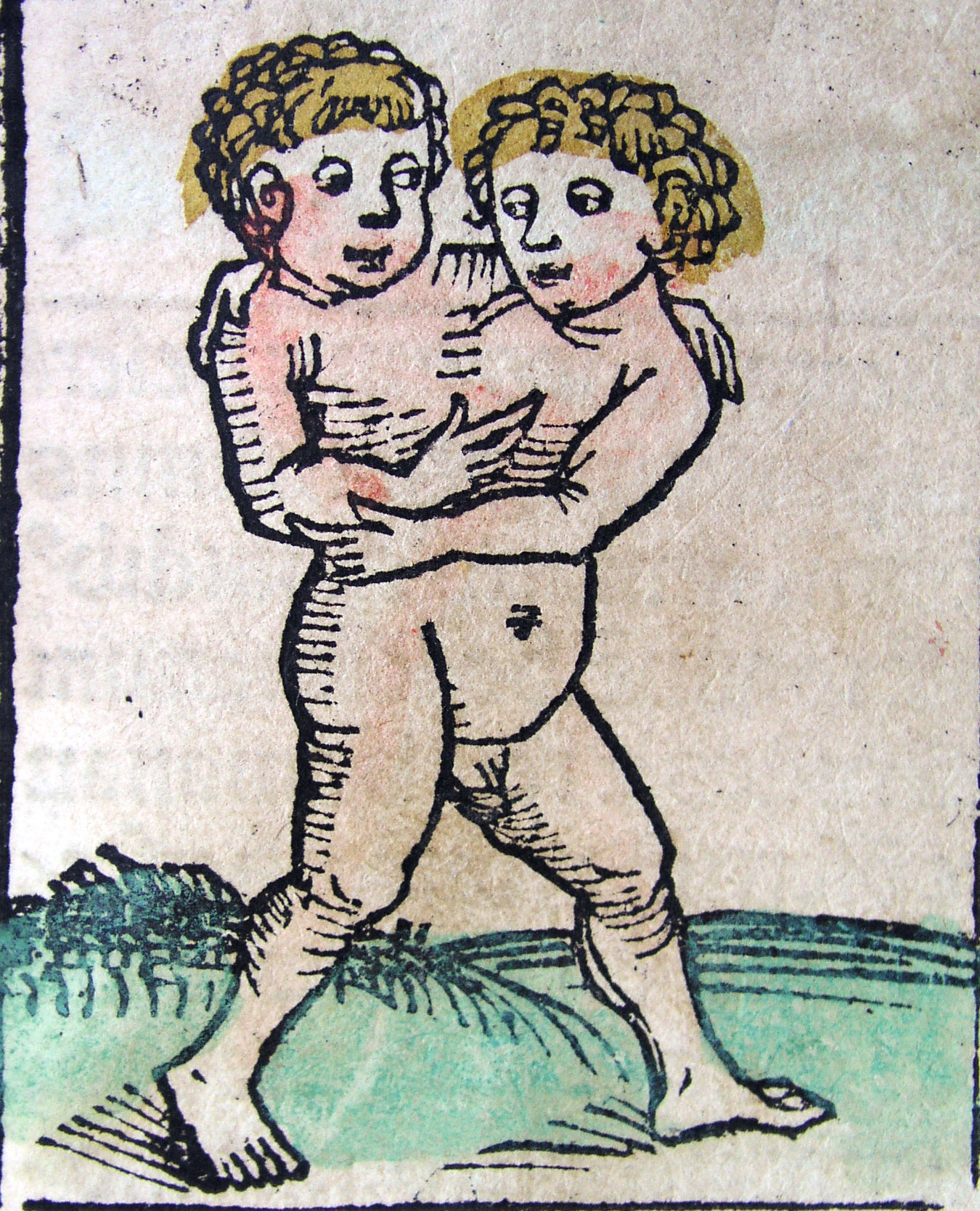
连体婴儿绘画

連體双胞胎（英語：conjoined twins），俗称连体婴儿，指人类一次生育裡同时生出两个婴儿但两者之间并未完全独立的情况，發生機率約為五萬至二十萬分之一。

## 连体婴儿的悲喜命运
西元415年，希坡的奥古斯丁所著《上帝之城》（拉丁语：De Civitate Dei）一書即提到連體嬰。在西方，正式的連體双胞胎的歷史記載可追溯到945年的亞美尼亞（Armenia），有一对连体双胞胎被带到君士坦丁堡作为怪胎展览。而在中國，西漢平帝元始元年六月（西元1年）時已有連體双胞胎的記錄，干寶《搜神記》卷六中記載：“長安有女子生兒，兩頭、兩頸，面俱相向，四臂，共胸，俱前向，尻上有目，長二寸所。”
連體雙胞胎最早被看作是妖魔的化身和不祥的徵兆，往往受到非人待遇。能夠存活下來的連體雙胞胎，大多被用來當怪物展出，或被商人買走，在馬戲團表演。16世紀的醫師巴雷（Ambroise Paré）首先在其医学专著中写到連體双胞胎现象。

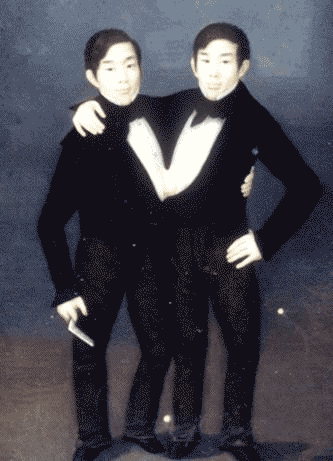
英和張。

1811年，暹羅（今泰國）誕生了一對男性連體人，一個叫英（Eng），另一個叫張（Chang），在1829年被英國商人羅伯特（Robert Hunter）發現，進入馬戲團，在全世界各地表演，演出了一場又一場的悲喜劇，後來與馬戲團契約結束後，他們訪問處於美國南部北卡羅萊那州的馬戲團團長巴納姆（Phineas Taylor Barnum），成為“玲玲馬戲團”（Ringling Brothers and Barnum and Bailey Circus）的台柱，最後成為美國公民。1843年4月13日跟英國一對姐妹（Adelaide Yates & Sarah Anne Yates）結婚，一共生了21名子女，1874年兄弟兩人均於62歲去世。從此之後“暹羅雙胞胎”（Siamese twins）就成了連體人的代名詞。
音樂劇Side Show由真人真事改編，描述一對連體双胞胎從被賣到馬戲團表演怪物秀，描述其成長過程的點點滴滴。
1689年，瑞士巴塞爾（Basel）首度有“連體双胞胎切割”成功的紀錄，她們的肋骨有粘連（劍突聯胎）。連體双胞胎切割牽涉到全身器官的重組與全身血液流向的重新分配，是醫學界最高難度的手術之一。1979年9月10日，臺大醫院成功將“張忠仁、忠義連體双胞胎”分割，是亞洲成功的第一例，也是全世界成功的第四例。1987年班傑明‧卡森博士（Benjamin Carson, M.D.）完成世界首例分離後腦連結手術，且連體嬰皆存活下來。

## 连体婴儿的具体情况

### 形成过程
双胞胎的形成过程分为两种：同卵双生和异卵双生。
其中“同卵双生”是指一颗卵子受精之后自动裂成两半成两个胚胎發育，出生时同时生出两个婴儿；但，这裂变过程中可能因为裂的程度不够均匀适当，导致两个胚胎之间互相并不完全独立，出生时两个个体之间或多或少地互相缠绕着，即俗称的“连体婴儿”，学名“连体双胞胎”。
醫界認為此情况裡的这颗正在自动分裂的受精卵在第12天—14天的分裂过程如果不完全分裂将可能导致此结果，平均概率约为二十万分之一。

### 形成程度
連體胎的具体相连種類很多，最多的是胸部和腹部相連，其次是臀部、坐骨部；心脏共用同一颗的是极罕见的；坐骨連體双胞胎是最難切割的連體双胞胎。
- Parapagus：寄生式連胎，腰部與軀幹其他部位，佔總病例的28%
- Thoracopagus：胸部連胎，佔總病例的19%
- Omphalopagus：腹部連胎，佔總病例的18%
- Cephalopagus：頭部連胎，佔總病例的11%
- Ischiopagus：坐骨連胎，佔總病例的11%
- Pygopagus ：臀部連胎，佔總病例的10%
- Craniopagus：頭顱連胎，佔總病例的6%
- Rachiopagus：脊柱連胎，佔總病例的2%
- Cephalopagus parasiticus：頭部寄生胎
- Cephalothoracoventropagus：頭胸腹聯胎
- Diprosopus：雙面畸胎，一頭兩張臉 (具體形成原因僅為臉部異常增生，非狹義上的連體嬰)
- Ischio-omphalopagus，下半身、下胸骨至腰部連胎
- Dicephalus：有兩個頭、兩隻手、兩條腿的連胎，但只有一副器官
- Craniopagus parasiticus：頭顱寄生胎。 其中一個嬰兒的頭部"黏"了另一個沒有身體的一顆頭（那顆頭有意識，能思考，但無法長期存活），類似頭顱連胎，手術會將完整的嬰兒保留，而將無法獨立存活的頭顱切除。

## 连体婴儿的切割案例
- 1979年9月10日，臺灣臺大醫院開始進行男性三腿坐骨連體双胞胎張忠仁、張忠義的分割手術。中視新聞在開刀房內設置臨時新聞主播檯，設置播報員湯健明、解說員一人，報導手術實況12小時。最後，分割成功，張忠仁、張忠義成為全球第一對分割成功的男性三腿坐骨連體双胞胎兄弟[4]，也是全球第四例坐骨連體嬰分割的案例[5]。
- 1987年，本·卡森博士（Benjamin Carson, M.D.）完成世界首例分離後腦連結手術，且連體嬰皆存活下來。
- 2000年5月27日，意大利西西里的外科医生为一对3个月大的秘鲁连体女婴進行分體手術，這對連體女嬰胸部連在一起、共用一個心臟和肝臟，不幸手術失敗，不久死去。
- 2002年8月6日，在美国马特尔儿童医院危地马拉连体女婴玛丽亚·特雷莎和玛丽亚·赫苏斯姐妹的手术分离，头顶相连、面部相背。手術成功。
- 2003年6月28日，在臺灣花蓮慈濟醫院成功為一對來自菲律賓貧鄉的腹部相連女娃莉亞（Lea）和瑞秋（Rachel）完成分割手術，手術成功。
- 2003年7月6日，新加坡萊佛士醫院吳有晶醫師與醫療小組為伊朗连体婴姐妹拉丹和拉蕾·比贾尼（Ladan and Laleh Bijani）进行分體手術，兩姐妹頭顱完全分開後因大量出血而在7月8日相繼死去。
- 2003年10月9日，中国广东省深圳市儿童医院首次成功分离连体双胞胎，也是深圳市的首例连体婴分离术。
- 2007年11月6日，印度南部班加羅爾普萊許醫院為下半身連胎的兩歲女嬰拉克希米·塔特瑪進行歷時27小時的手術，並成功分割已死去的下半身肢體。
- 2008年11月26日，中国深圳市儿童医院为连体女婴庞书雯和庞书婷手术分离，肚脐连体，腹腔相连，成功分离。

## 外部連結
- A SOCIAL HISTORY OF CONJOINED TWINS